# Sigirino
Sigirino es una antigua comuna suiza del cantón del Tesino, situada en el distrito de Lugano, círculo de Sigirino.

## Fusión
Desde el 21 de noviembre de 2010 la comuna de Sigirino es una de las cinco "fracciones" de la comuna de Monteceneri, junto con las antiguas comunas de Bironico, Camignolo, Medeglia y Rivera.
Sigirino fue una de las cinco comunas en aprobar la primera votación consultativa del 25 de noviembre de 2007 en la que se preguntaba a los votantes si estaban de acuerdo con la fusión de las siete comunas en una sola denominada Monteceneri. En Sigirino de un total de 203 votos (67% de participación), 178 fueron a favor (88,56%), mientras que 23 fueron desfavorables (11,44%). En la segunda votación del 25 de abril de 2010, de un total de 208 votos (63,61% de participación), 168 fueron a favor (80,77%), mientras que 40 fueron desfavorables (19,23%).

## Geografía
La antigua comuna limitaba al norte con la comuna de Mezzovico-Vira, al este con Capriasca y Ponte Capriasca, al sur con Torricella-Taverne, y al oeste con Alto Malcantone, Gambarogno y Rivera. Tras el rechazo a la fusión de Mezzovico-Vira, la comuna de Sigirino es prácticamente un exclave de la comuna de Monteceneri. En efecto, la localidad comparte una "frontera" de 200 metros en la que se comunica con las localidades del norte a través del Monte Tamaro.